# شاپرکان زردک
شاپرکان زردک (نام علمی: Depressariidae) نام یک تیره از بالاخانواده شاپرک‌های شاخ‌کمانی است.